# 张敏 (1970年)
张敏（1970年11月—），女，汉族，山东齐河人，中华人民共和国政治人物。會計碩士，曾任中国建设银行党委委员、副行长。现任中共河南省委常委、河南省人民政府副省长、党组成员。